# بيدرو تشافيس دوس سانتوس
بيدرو تشافيس دوس سانتوس هو شخصية أعمال وسياسي برازيلي، ولد في 7 ديسمبر 1940 في كامبو غراندي في البرازيل. نشط حزبياً في Republicans (Brazil) ‏. وقد انتخب عضو مجلس الشيوخ من البرازيل ‏.